# 龙凤镇 (重庆市)
龙凤镇，是中华人民共和国重庆市合川区下辖的一个镇，位于合川区西北部，距合川主城67公里。幅员面积61.26平方公里，辖16个行政村，1个社区居委会，总人口31244人（2006年），镇政府驻龙凤场。

## 历史
龙凤于隋开皇八年（588年）建县，名赤水县，属合州辖，其县城位于龙多山南麓龙凤镇场镇永龙村北约50米处。元代至正二十年（1360年）废，并入石照县。民国设龙多乡，后更名为龙凤镇。
　

## 经济
经济以农业为主，有耕地为31215亩，其中：水田18327亩；以龙多山为中心的退耕还林为3750亩，森林复盖面积达到20940亩；当年实现GDP13596万元，完成固定资产投入1580万元，工业总产值实现1395万元、增加值457万元；农民人均可支配收入增加322元，达到2588元。主要农作物有水稻、玉米、干薯、油菜等，水果有桃、柑橘等，其中以西瓜最多。
全镇有小二型水库5坐，设计蓄水量为121万立方米，目前蓄水量为74万立方米；山坪塘227口，设计蓄水量为136万立方米，现有水量不足46万立方米；电力提灌站6处225千瓦，现在能正常运转的有2处100千瓦。

## 社会
龙凤场镇由万寿场和龙凤场两处组成，房屋建设量达4.76万平方米，现有居住人口1632人，其中：龙凤场建成区面积0.66平方公里。场镇内建有农贸市场、学校、镇卫生院等公共设施。

## 名胜
- 唐宋赤水县城遗址
- 龙多山摩崖造像及题刻
- 三境寺白塔